# Chocques
Chocques est une commune française située dans le département du Pas-de-Calais en région Hauts-de-France. Ses habitants sont appelés les Chocquois.
La commune fait partie de la communauté d'agglomération de Béthune-Bruay, Artois-Lys Romane qui regroupe 100 communes et compte 275 327 habitants en 2021.

## Géographie

### Localisation
Localisée dans l'est du département du Pas-de-Calais, Chocques est une commune de la vallée de la Clarence située, à vol d'oiseau, à 5 km à l'est de la commune de Béthune (chef-lieu d'arrondissement).
Le territoire de la commune est limitrophe de ceux de sept communes.
Les communes limitrophes sont  Allouagne, Annezin, Gonnehem, Labeuvrière, Lapugnoy, Oblinghem et Vendin-lès-Béthune.

### Géologie et relief
La superficie de la commune est de 7,95 km2 ; son altitude varie de 18  à   70 m.

### Hydrographie
Le territoire de la commune est situé dans le bassin Artois-Picardie.
La commune est traversée par quatre cours d'eau :
- la Clarence, un cours d'eau naturel de 33 km, qui prend sa source dans la commune de Sains-lès-Pernes et se jette dans la Vieille Lys aval au niveau de la commune de Calonne-sur-la-Lys[4],[5] ;

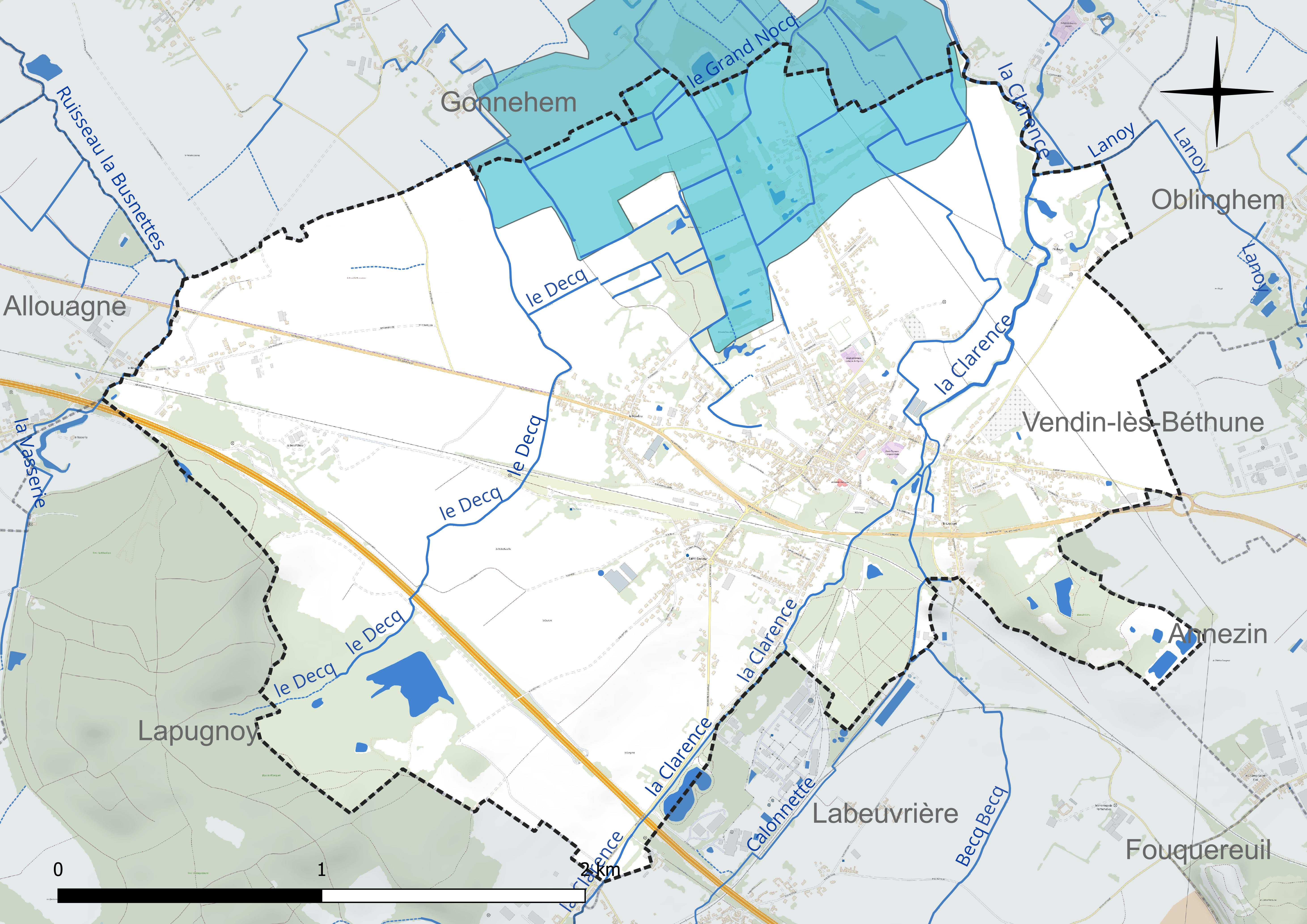
Réseau hydrographique de Chocques.

- le Grand Nocq, cours d'eau naturel de 11,26 km, qui prend sa source dans la commune, et se jette dans la Clarence au niveau de la commune de Calonne-sur-la-Lys[6] ;
- la Calonette, cours d'eau naturel de 3,92 km, qui prend sa source dans la commune de Lapugnoy, et se jette dans la Clarence au niveau de la commune[7]. La Calonette a pour affluent le Becq, cours d'eau naturel de 3,07 km, qui prend sa source dans la commune de Labeuvrière[8] ;
- le ruisseau becq, cours d'eau naturel de 0,03 km, qui prend sa source dans la commune, et se jette dans la Clarence également au niveau de la commune[9].

### Climat
Pour des articles plus généraux, voir Climat des Hauts-de-France et Climat du Pas-de-Calais.
En 2010, le climat de la commune est de type climat océanique dégradé des plaines du Centre et du Nord, selon une étude du CNRS s'appuyant sur une série de données couvrant la période 1971-2000. En 2020, Météo-France publie une typologie des climats de la France métropolitaine dans laquelle la commune est exposée à un climat océanique et est dans la région climatique Côtes de la Manche orientale, caractérisée par un faible ensoleillement (1 550 h/an) ; forte humidité de l’air (plus de 20 h/jour avec humidité relative > 80 % en hiver), vents forts fréquents.
Pour la période 1971-2000, la température annuelle moyenne est de 10,5 °C, avec une amplitude thermique annuelle de 13,9 °C. Le cumul annuel moyen de précipitations est de 739 mm, avec 12,4 jours de précipitations en janvier et 8,4 jours en juillet. Pour la période 1991-2020, la température moyenne annuelle observée sur la station météorologique la plus proche, située sur la commune de Lillers à 7 km à vol d'oiseau, est de 11,1 °C et le cumul annuel moyen de précipitations est de 731,5 mm,. Pour l'avenir, les paramètres climatiques de la commune estimés pour 2050 selon différents scénarios d'émission de gaz à effet de serre sont consultables sur un site dédié publié par Météo-France en novembre 2022.

### Milieux naturels et biodiversité

#### Zones naturelles d'intérêt écologique, faunistique et floristique
L’inventaire des zones naturelles d'intérêt écologique, faunistique et floristique (ZNIEFF) a pour objectif de réaliser une couverture des zones les plus intéressantes sur le plan écologique, essentiellement dans la perspective d’améliorer la connaissance du patrimoine naturel national et de fournir aux différents décideurs un outil d’aide à la prise en compte de l’environnement dans l’aménagement du territoire.
Le territoire communal comprend deux ZNIEFF de type 1 :
- le bois du Féru. Cette ZNIEFF présente un caractère assez peu boisé permettant l’expression d’une flore et de végétations de milieux ouverts[16] ;
- le bois de Lapugnoy. Cette ZNIEFF est un ensemble boisé sur une butte sablo-argileuse du Tertiaire[17].

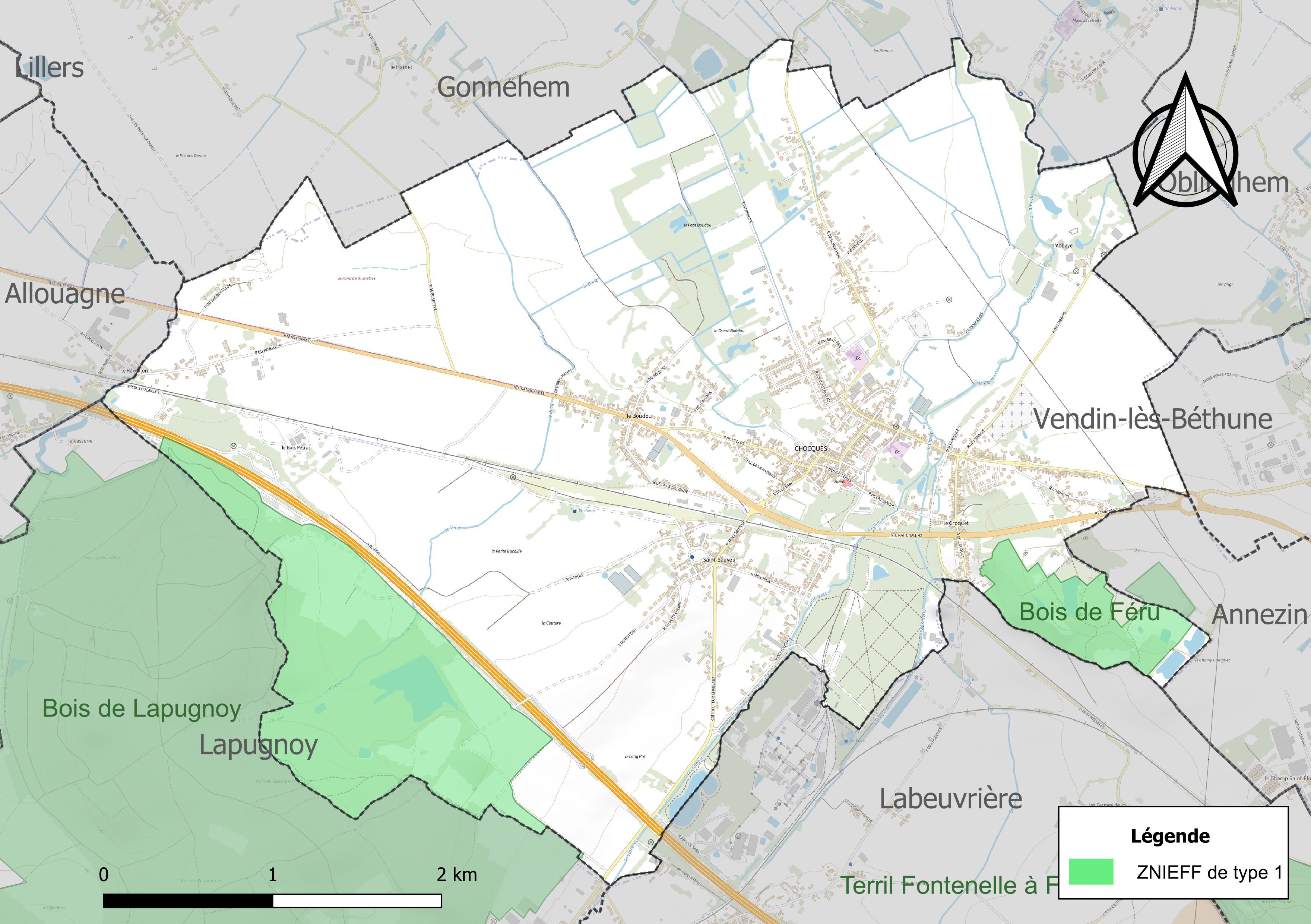
Carte des ZNIEFF sur la commune.

## Urbanisme

### Typologie
Au 1er janvier 2024, Chocques est catégorisée ceinture urbaine, selon la nouvelle grille communale de densité à sept niveaux définie par l'Insee en 2022.
Elle appartient à l'unité urbaine de Béthune, une agglomération inter-départementale regroupant 94  communes, dont elle est une commune de la banlieue,,. Par ailleurs la commune fait partie de l'aire d'attraction de Béthune, dont elle est une commune de la couronne,. Cette aire, qui regroupe 23 communes, est catégorisée dans les aires de 50 000 à moins de 200 000 habitants,.

### Occupation des sols
L'occupation des sols de la commune, telle qu'elle ressort de la base de données européenne d’occupation biophysique des sols Corine Land Cover (CLC), est marquée par l'importance des territoires agricoles (66,8 % en 2018), en diminution par rapport à 1990 (68 %). La répartition détaillée en 2018 est la suivante : 
terres arables (53,9 %), zones urbanisées (20,2 %), forêts (10 %), zones agricoles hétérogènes (9,8 %), prairies (3,2 %), espaces verts artificialisés, non agricoles (2,6 %), zones industrielles ou commerciales et réseaux de communication (0,4 %). L'évolution de l’occupation des sols de la commune et de ses infrastructures peut être observée sur les différentes représentations cartographiques du territoire : la carte de Cassini (XVIIIe siècle), la carte d'état-major (1820-1866) et les cartes ou photos aériennes de l'IGN pour la période actuelle (1950 à aujourd'hui).

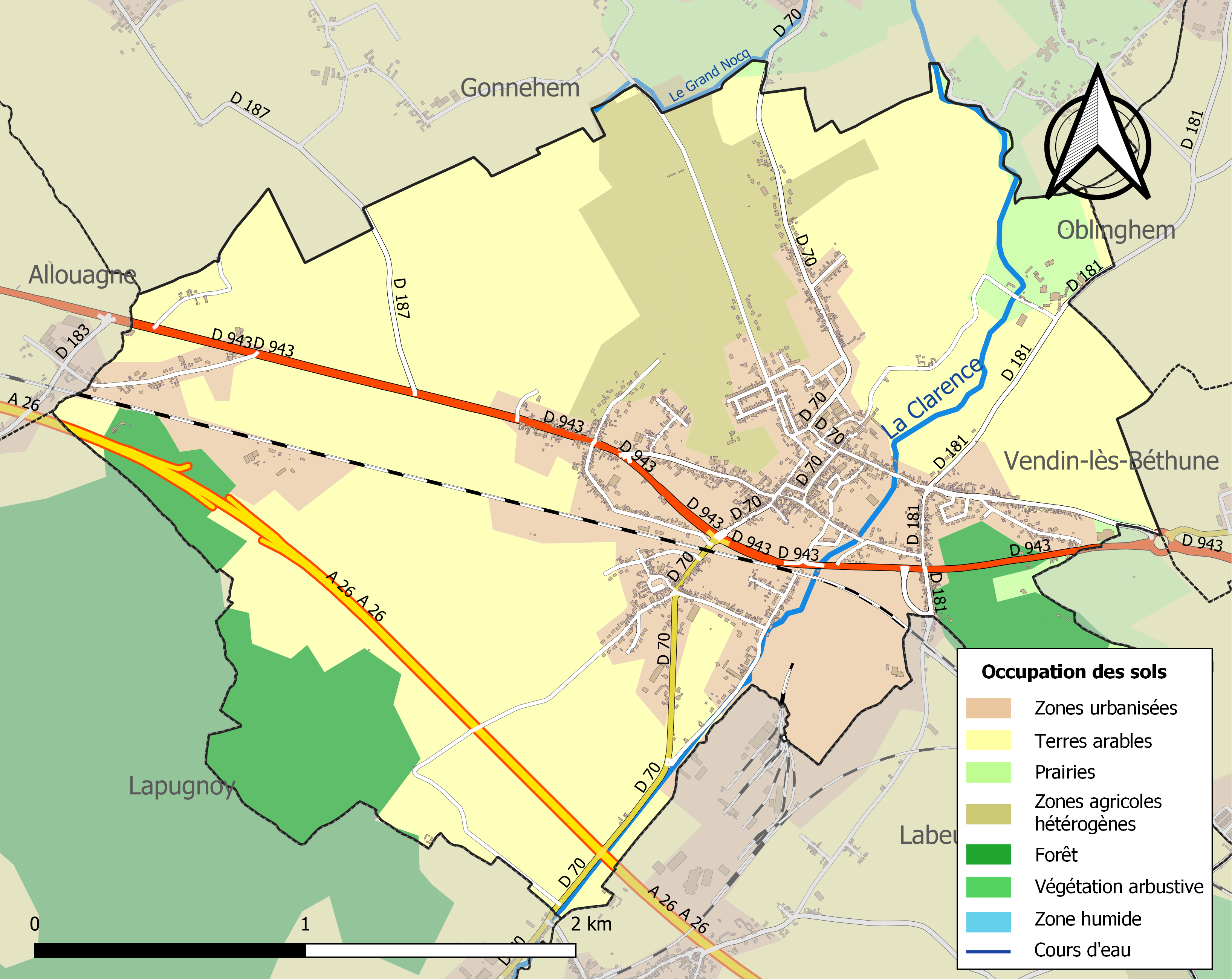
Carte des infrastructures et de l'occupation des sols de la commune en 2018 (CLC).

### Voies de communication et transports

#### Voies de communication
La commune est desservie par les routes départementales D 70 et D 943 reliant Saint-Omer et Lens et est proche (7 km) de la sortie no 6 de l'autoroute 26 reliant Calais à Troyes.

#### Transport ferroviaire
Sur la commune se trouve la gare de Chocques, située sur la ligne de ligne d'Arras à Dunkerque-Locale, desservie par des trains TER Hauts-de-France.

## Toponymie
Le nom de la localité est attesté sous les formes Chiocæ (1081) ; Chochæ (1084-1099) ; Joches (1087) ; Coches (1100) ; Jochæ (1104) ; Keokes (1152) ; Chiochæ (1157) ; Chiokæ, Choches (1163) ; Cokes (1173) ; Ceokes (1176) ; Koches (1177) ; Choces (1178) ; Zoches (1181-1185) ; Coches (1184) ; Chekæ (1190) ; Chocæ, Cheochæ (vers 1190) ; Chokes (1202) ; Schokes (1203) ; Chockes (1220) ; Choques (1254) ; Coges (1286) ; Choqes (XIIIe siècle) ; Coques (1321) ; Chokes (1323) ; Choukes (1323) ; Choka (1334) ; Cocques (1429) ; Ceoques (1451) ; Chooques (1762), Chocques (1793) et Choques, Chocques depuis 1801.
Pluriel de l'oïl picard choque « souche ».

## Histoire
Avant la Révolution française, Chocques est le siège d'une seigneurie, détenue au XIIIe siècle par un membre de la maison de Béthune.
Vers 1640, Lamoral du Bois est seigneur de Chocques. Maître de la Chambre des comptes de Lille, grand connétable de la confrérie Sainte-Barbe (confrérie militaire, du type confrérie des archers ou arbalétriers,...), il meurt vers 1659. Il se marie à Lille le 21 juillet 1643 avec Marie Cardon (1617-1698), fille de Jean Cardon, seigneur de Launois, bourgeois de Lille, marchand de draps de soie, et de Marie Desbuissons. Baptisée à Lille le 24 février 1617, morte le 7 février 1698, à 80 ans, elle est en 1643, veuve de Jean Dideman, auditeur de la Chambre des comptes de Lille.
Au moment de la Révolution, la seigneurie est dans les mains de Louis-Dominique-Eustache de Lencquesaing. Louis-Dominique-Eustache de Lancquesaing, seigneur de Quiestède, Laprée (château de Laprée), Chocques, Meslau, né le 4 août 1734, est écuyer, fils de Dominique-Jean-Jacques, écuyer, seigneur de Laprée, grand bailli d'épée de Saint-Omer, et de Marie Joseph Eugénie du Puich. Grand bailli d'épée héréditaire du bailliage de Saint-Omer, il est confirmé dans cette charge par lettres de provision du 29 janvier 1777. Ancien capitaine au régiment de Navarre, il devient bourgeois de Lille par achat le 4 mars 1763, puis échevin de Lille en 1772 et 1773. Il meurt à Lille le 20 mai 1805. Il épouse à Lille le 23 mai 1762 Marie Cécile Joseph Aronio (1734-1802). Elle est la fille de Philippe Louis Aronio, écuyer, seigneur de Lestrée (sans doute Sauchy-Lestrée), Heldinghe, bourgeois de Lille, et de Marie Lucrèce Joseph de Fourmestraux, dame du Hem. Marie Cécile Joseph est baptisée à Lille le 23 novembre 1734 et y meurt le 28 mai 1802. Elle est enterrée au cimetière d'Esquermes.

## Politique et administration

### Découpage territorial
La commune se trouve dans l'arrondissement de Béthune du département du Pas-de-Calais, depuis 1801.

#### Commune et intercommunalités
La commune est membre de la communauté d'agglomération de Béthune-Bruay, Artois-Lys Romane.

#### Circonscriptions administratives
La commune est rattachée au canton de Béthune.

#### Circonscriptions électorales
Pour l'élection des députés, la commune fait partie de la neuvième circonscription du Pas-de-Calais.

### Élections municipales et communautaires

#### Liste des maires
| Période                                  | Période                   | Identité       | Étiquette | Qualité                                                                         |
| ---------------------------------------- | ------------------------- | -------------- | --------- | ------------------------------------------------------------------------------- |
| ca. 1874                                 |                           | Charles Maniez |           |                                                                                 |
| 1893                                     | 1900                      | Edmond Haviez  |           | Brasseur                                                                        |
| Les données manquantes sont à compléter. |                           |                |           |                                                                                 |
| 1908                                     | 1912                      | Edmond Haviez  |           | Brasseur                                                                        |
| 1912                                     | 1916                      | Louis Kinziger |           | Commerçant                                                                      |
| 1919                                     | mai 1935                  | Henri Hechter  |           |                                                                                 |
| mai 1935                                 | octobre 1939              | Florimond Obry | PCF       |                                                                                 |
| octobre 1939                             | ?                         | Louis Kinziger |           | Commerçant Président de la délégation spéciale                                  |
| Les données manquantes sont à compléter. |                           |                |           |                                                                                 |
| décembre 1944                            | mars 1971                 | Louis Delelis  | PCF       | Ancien ouvrier                                                                  |
| mars 1971                                | ?                         | Victor Volant  | DVG       | Médecin                                                                         |
| Les données manquantes sont à compléter. |                           |                |           |                                                                                 |
| mars 2001                                | En cours (au 24 mai 2020) | Yvon Massart   | PS        | Employé retraité Réélu pour le mandat 2014-2020, Réélu pour le mandat 2020-2026 |

## Équipements et services publics

### Justice, sécurité, secours et défense
La commune dépend du tribunal judiciaire de Béthune, du conseil de prud'hommes de Béthune, de la cour d'appel de Douai, du tribunal de commerce d'Arras, du tribunal administratif de Lille, de la cour administrative d'appel de Douai et du tribunal pour enfants de Béthune.

## Population et société

### Démographie
Les habitants sont appelés les Chocquois.

#### Évolution démographique
L'évolution du nombre d'habitants est connue à travers les recensements de la population effectués dans la commune depuis 1793. Pour les communes de moins de 10 000 habitants, une enquête de recensement portant sur toute la population est réalisée tous les cinq ans, les populations de référence des années intermédiaires étant quant à elles estimées par interpolation ou extrapolation. Pour la commune, le premier recensement exhaustif entrant dans le cadre du nouveau dispositif a été réalisé en 2008.

En 2022, la commune comptait 2 808 habitants, en évolution de −3,84 % par rapport à 2016 (Pas-de-Calais : −0,72 %, France hors Mayotte : +2,11 %).
| 1793  | 1800  | 1806  | 1821  | 1831  | 1836  | 1841  | 1846  | 1851  |
| ----- | ----- | ----- | ----- | ----- | ----- | ----- | ----- | ----- |
| 1 031 | 1 024 | 1 060 | 1 125 | 1 315 | 1 301 | 1 288 | 1 358 | 1 374 |

| 1856  | 1861  | 1866  | 1872  | 1876  | 1881  | 1886  | 1891  | 1896  |
| ----- | ----- | ----- | ----- | ----- | ----- | ----- | ----- | ----- |
| 1 410 | 1 529 | 1 631 | 1 658 | 1 745 | 1 876 | 1 817 | 1 867 | 1 766 |

| 1901  | 1906  | 1911  | 1921  | 1926  | 1931  | 1936  | 1946  | 1954  |
| ----- | ----- | ----- | ----- | ----- | ----- | ----- | ----- | ----- |
| 1 835 | 1 976 | 2 229 | 2 616 | 2 833 | 3 038 | 2 885 | 3 033 | 3 302 |

| 1962  | 1968  | 1975  | 1982  | 1990  | 1999  | 2006  | 2008  | 2013  |
| ----- | ----- | ----- | ----- | ----- | ----- | ----- | ----- | ----- |
| 3 507 | 3 736 | 3 447 | 3 221 | 2 990 | 2 918 | 2 962 | 2 977 | 2 961 |

| 2018  | 2022  | - | - | - | - | - | - | - |
| ----- | ----- | - | - | - | - | - | - | - |
| 2 841 | 2 808 | - | - | - | - | - | - | - |

#### Pyramide des âges
En 2018, le taux de personnes d'un âge inférieur à 30 ans s'élève à 34,7 %, soit en dessous de la moyenne départementale (36,7 %). À l'inverse, le taux de personnes d'âge supérieur à 60 ans est de 25,9 % la même année, alors qu'il est de 24,9 % au niveau départemental.
En 2018, la commune comptait 1 397 hommes pour 1 444 femmes, soit un taux de 50,83 % de femmes, légèrement inférieur au taux départemental (51,5 %).
Les pyramides des âges de la commune et du département s'établissent comme suit.
| Hommes | Classe d’âge | Femmes |
| ------ | ------------ | ------ |
| 0,4    | 90 ou +      | 1,2    |
| 6,2    | 75-89 ans    | 9,6    |
| 17,5   | 60-74 ans    | 16,8   |
| 19,9   | 45-59 ans    | 19,5   |
| 19,4   | 30-44 ans    | 20,1   |
| 18,5   | 15-29 ans    | 14,7   |
| 18,0   | 0-14 ans     | 18,1   |

| Hommes | Classe d’âge | Femmes |
| ------ | ------------ | ------ |
| 0,5    | 90 ou +      | 1,6    |
| 5,6    | 75-89 ans    | 8,9    |
| 16,7   | 60-74 ans    | 18,1   |
| 20,2   | 45-59 ans    | 19,2   |
| 18,9   | 30-44 ans    | 18,1   |
| 18,2   | 15-29 ans    | 16,2   |
| 19,9   | 0-14 ans     | 17,9   |

## Culture locale et patrimoine

### Lieux et monuments
- L'ancienne abbaye Saint-Jean-Baptiste de Chocques[43].
- L'église Notre-Dame.
- La gare de Chocques.
- Le monument aux morts[44].
- Le Chocques Military Cemetery, cimetière militaire britannique de la Première Guerre mondiale au lieu-dit les Basses Rues.

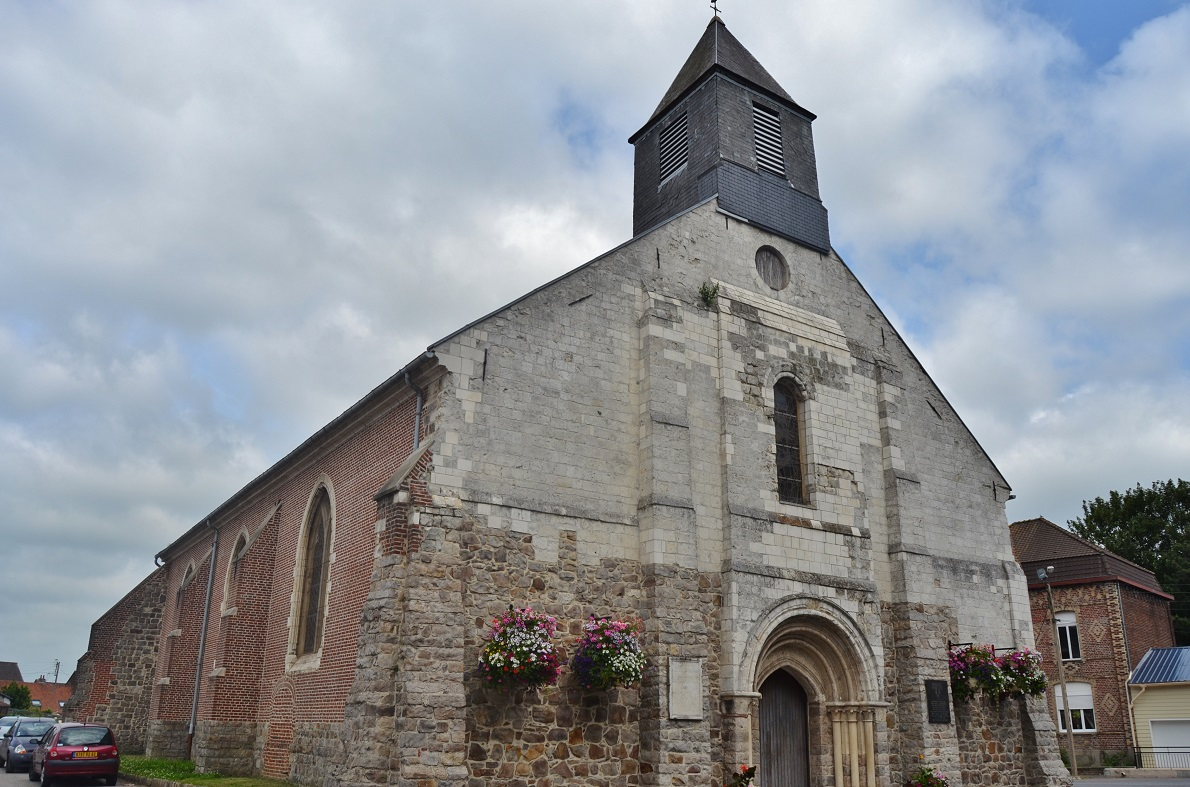
L'église.
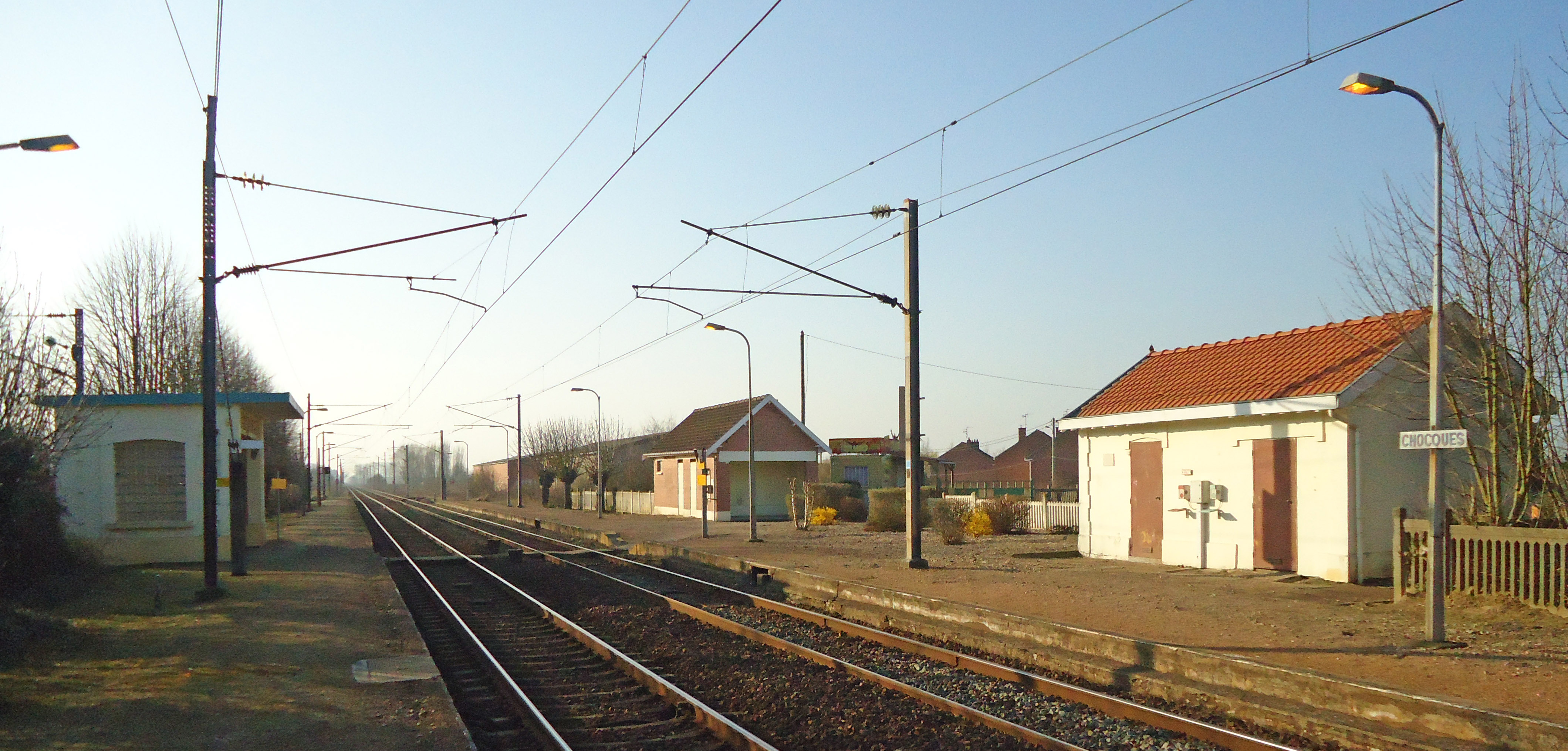
La gare.
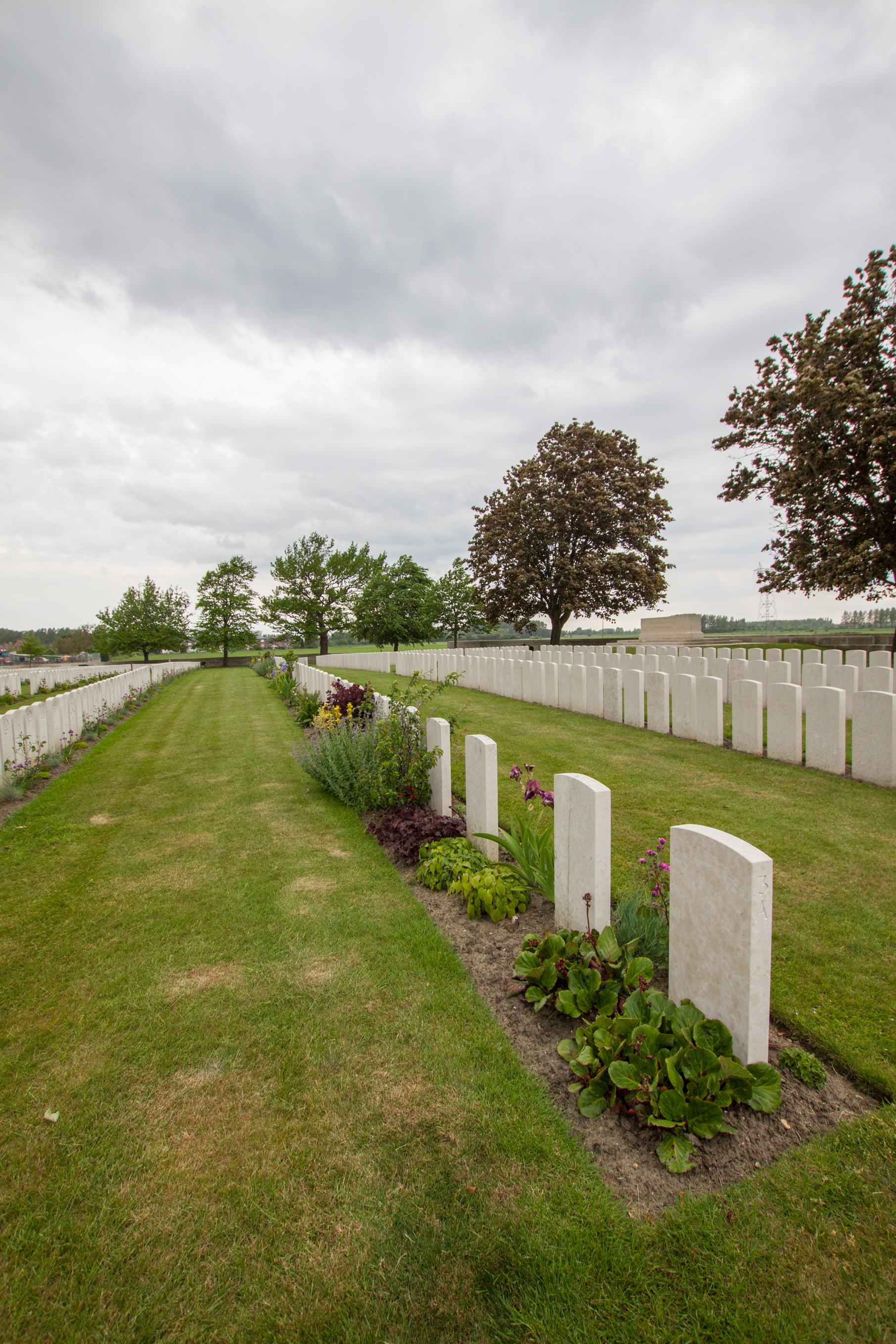
Le Chocques Military Cemetery.

### Personnalités liées à la commune
- Arnoul de Chocques (ou Arnoul Malcouronne ou Arnoul de Rœux) (XIe siècle-1118), Patriarche latin de Jérusalem d'abord en 1099 puis de 1112 à 1118, originaire de Chocques.
- Philippe Joseph Malbrancq (1750-1823), général et écrivain français de la Révolution et de l’Empire, né à Chocques.
- Charlie Pritchard (1882-1916), joueur de rugby à XV gallois, mort, durant la Première Guerre mondiale, à Chocques.
- Alexander Buller Turner (en) (1893-1915), officier de l'Armée britannique, mort, durant la Première Guerre mondiale, à Chocques.

### Héraldique
| Blason de Chocques | Blason  | D'argent à la barre de sinople chargée d'une merlette d'or à plomb. |
| Blason de Chocques | Détails | Le statut officiel du blason reste à déterminer.                    |

## Pour approfondir

#### Bases de données, dictionnaires et encyclopédies
- Ressources relatives à la géographie :   - Insee (communes)
  - Ldh/EHESS/Cassini
- Ressource relative à plusieurs domaines :   - Annuaire du service public français
- Notices d'autorité :   - BnF (données)